# Ptolemeu (somatofílac)
Ptolemeu (en grec antic Πτολεμαῖος) fou un oficial de l'exèrcit de Macedònia.
Era un dels oficials seleccionats per ser somatofílac (guàrdia personal del rei) i va trobar la mort durant el setge d'Halicarnàs l'any 334 aC. El va substituir en el càrrec Hefestió de Pel·la. Alguns historiadors consideren que és possible que fos fill de Filip, un alt oficial macedoni però aquesta circumstància correspondria a Ptolemeu de Cària.